# Абрахамс, Марк
Марк Абрахамс (англ. Mark Abrahams) — американский редактор и соучредитель журнала «Анналы невероятных исследований», а также инициатор и церемониймейстер ежегодного празднования Шнобелевской премии.

## Биография
Марк Абрахамс, получивший гарвардское образование прикладного математика и прирождённый юморист, писал короткие рассказы в жанре научного юмора и жаждал быть опубликованным, но его единственными читателями были знакомые и родственники. Так был создан журнал невероятных результатов, который выходит шесть раз в год. Редакция находится в том же американском Кембридже в штате Массачусетс, где расположены знаменитые центры научной мысли Гарвард и Массачусетский технологический институт. Журнал не приносит больших прибылей, но это успех. 
Абрахамс учредил Шнобелевскую премию под давлением обстоятельств. Как только он встал у руля журнала, к нему потянулись толпы энтузиастов, жаждущих поехать в Стокгольм за счет Нобелевского фонда. Новоиспеченный редактор пытался дать отпор, апеллируя к тому, что он не имеет никакого отношения к вручению заветных премий и не может. Иногда это не помогало, и мне приходилось выслушивать подробные рассказы о якобы великих открытиях. К своему удивлению, Абрахамс заметил, что иногда эти творения были настолько нетривиальны, что заслуживали отличия — но, конечно, не Нобелевского класса. Он собрал единомышленников и учредил новую премию. Они придумали звучное название Ig Nobel Prize, и под этим названием новая премия начала свое победоносное шествие по миру. 
Абрахамс утверждает, что популярное имя «Антинобель» ему совсем не нравится. По его словам, бесчестье — это не Нобелевская премия с противоположным знаком, это просто жители другого измерения. Сам Марк Абрахамс объясняет это так: "Наша премия ортогональна Нобелевской премии. «Любопытство ведет к дальнейшему любопытству, — говорит Абрахамс, — и как только люди начинают задавать вопросы, с этого момента они становятся учеными, они не просто скользят по поверхности явлений, они начинают копаться. „Большую часть времени ученые пытаются понять вещи, которые никто другой не может понять“, — продолжает он. — Это значит, что их работа связана с разочарованием, иногда они готовы биться головой об стену. Чувство юмора призвано помочь.»

## Личная жизнь
Абрахамс женат на Робин Абрахамс, обозревательнице газеты Boston Globe, также известной как «Мисс поведение».